# IPodLinux
iPodLinux – linuksowa dystrybucja bazująca na mikrojądrze µCLinux, mająca jako główny cel działanie na odtwarzaczach MP3 iPod firmy Apple. Oprócz samego jądra iPL oferuje również interfejs użytkownika podzilla i podzilla2. Oferuje on między innymi:
- Interfejs, przypominający oryginalne oprogramowanie Apple'a
- Odtwarzanie wideo z dźwiękiem
- Odtwarzanie AAC, MP3, Ogg i FLAC
- gry, w tym TuxChess, Chopper, StepMania (klon Dance Dance Revolution) oraz wiele innych
- Port MAME oraz emulator GameBoya
- Nagrywanie przez wyjście audio przy znacznie wyższej jakości niż przez produkty oferowane przez Apple'a[potrzebny przypis]